# Пезаро, Джованни
Джованни Пезаро (итал. Giovanni Pesaro; 1 сентября 1589, Венеция — 30 сентября 1659, Венеция) — 103-й венецианский дож.

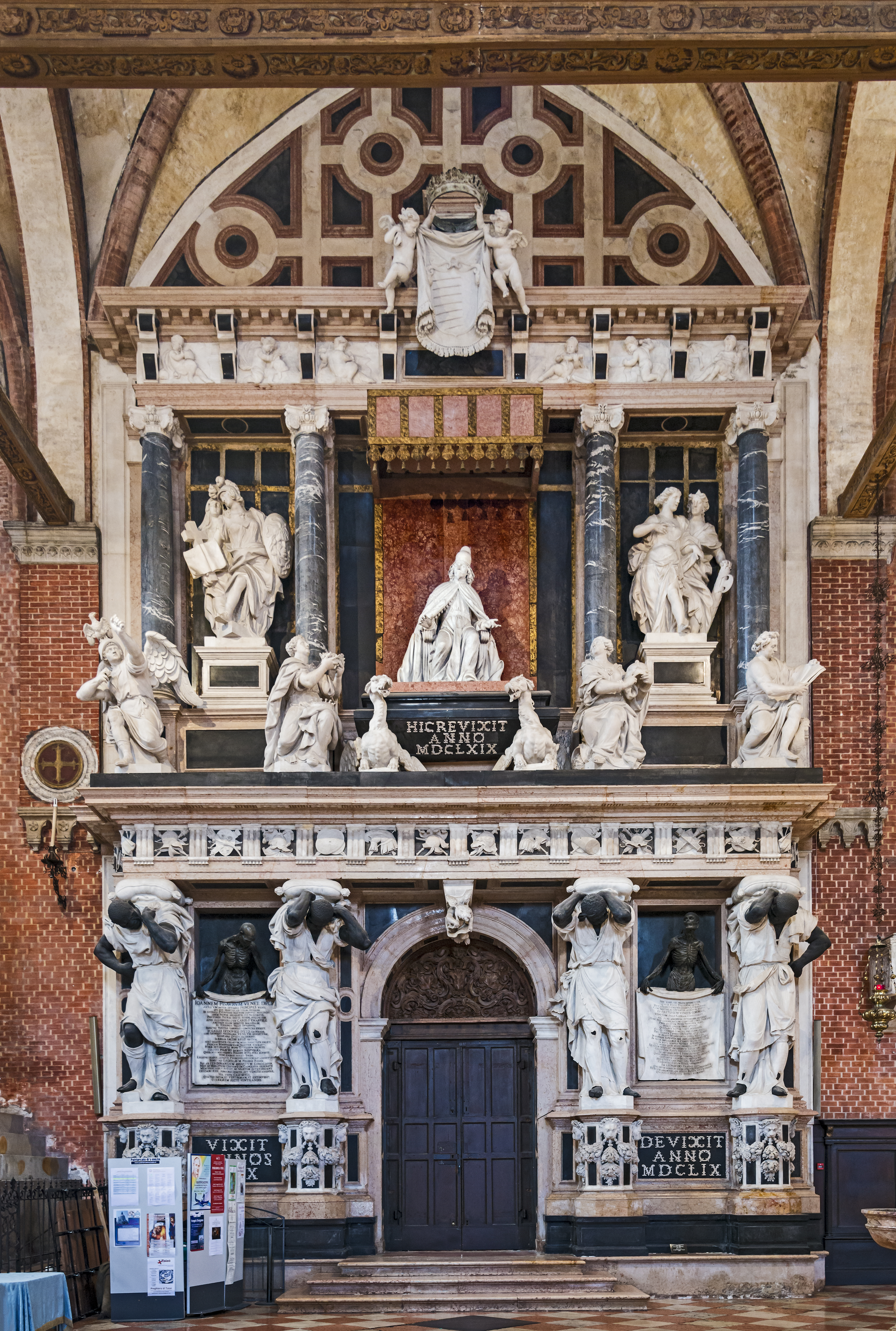
Гробница дожа Джованни Пезаро

Джованни Пезаро родился в Венеции в семье Веттора Пезаро и Елены Соранцо. Начальные сведения о фамилии Пезаро датируются 1502 годом.
Пезаро занимал ряд высоких государственных постов, был послом в Ватикане, прокуратором в Венеции. Тем не менее, репутация Джованни страдала из-за его отказа воевать во время войны, в которую была вовлечена Венецианская республика. Ещё одним фактором, мешающим карьере Пезаро, был образ жизни его брата, который неоднократно высылался из города.
Был женат на Луизе Барбариго, из венецианской семьи, которая дала Венеции двух дожей.
Пезаро был избран дожем 8 апреля 1658 года в возрасте 68 лет. Он был выбран, несмотря на то, что болел малярией. В это время Республика находилась в тяжелом экономическом положении, торговля приносила все меньше прибылей, а продолжение двенадцатилетней войны за Кандию с Османской империей требовали больших сумм.
Гробница дожа находится в церкви Санта-Мария-Глорьоза-дей-Фрари. Для сооружения своего надгробного памятника Пезаро перед смертью оставил 12 000 дукатов. Огромная гробница высотой в два этажа сооружалась с 1665 по 1669 годы. Сооружал памятник Бальдассар Лонгена, скульптуры выполняли Гвисто Ле Курт, Мишель Фабрис, Мельхиор Бартел и Франческо Кавриоли.